# João Pedro Garcia Santos Pinto
João Pedro Garcia Santos Pinto ou João Pinto est un joueur international angolais de rink hockey. Il évolue, en 2015, au sein du Sporting CP.

## Palmarès
En 2015, il participe au championnat du monde de rink hockey en France.